# Chamyna lamponia
Chamyna lamponia är en fjärilsart som beskrevs av Druce 1890. Chamyna lamponia ingår i släktet Chamyna och familjen nattflyn. Inga underarter finns listade i Catalogue of Life.